# Steve Joughin
Steve Joughin (* 23. Juni 1959, Isle of Man) ist ein ehemaliger britischer Radrennfahrer.
Steve Joughin war in den 1980er Jahren als Radrennfahrer erfolgreich. 1979 gewann er das Rennen Isle of Man International (auch Manx Trophy), das damals das bedeutendste internationale Amateurrennen in Großbritannien war. 1980 gewann er die Eintagesrennen Lincoln Grand Prix und Grand Prix of Essex. 1982 siegte er in den Eintagesrennen Archer Grand Prix, Grand Prix of Essex, Tour of the Cotswolds und startete im Straßenrennen der Commonwealth Games. Er bestritt hauptsächlich Wettbewerbe in Großbritannien; 1984 wurde er als erster gebürtiger Manxer britischer Meister im Straßenrennen, 1988 ein weiteres Mal. 1981 gewann er die Tour of the Peaks.
1991 endete Joughins Radsport-Karriere, da er keinen weiteren Profivertrag erhielt. Er fiel in ein seelisches Loch und wurde Alkoholiker, konnte diese Phase jedoch überwinden. Heute ist Steve Joughin ein erfolgreicher Geschäftsmann, der in Stoke-on-Trent gemeinsam mit seinem Sohn ein Geschäft für Radsportbekleidung (Pro Vision Clothing) betreibt.